# Groosalugg
Groosalugg est un personnage fictif créé par Joss Whedon pour la série télévisée Angel (1999-2004). Il est joué par l'acteur Mark Lutz et doublé en version française par Bruno Choël.

## Biographie fictive

### Saison 2
Le Groosalugg (ce qui veut dire le pieux et hardi chevalier), est un champion né dans la dimension démoniaque de Pyléa. Comme il est à moitié humain, il est considéré comme moins que rien par le reste de son peuple car, dans la dimension de Pyléa, les humains sont des esclaves appelés « vaches ». Bien qu'il soit demi-démon, il a une apparence humaine et a de ce fait été banni. Mais ses nombreuses victoires sur des démons lui valent finalement la reconnaissance des habitants de Pyléa qui lui donnent le titre de Groosalugg. Quand Cordelia se retrouve sur Pyléa, les prêtres au service de Wolfram & Hart veulent qu'elle s'accouple avec le Groosalugg pour lui transmettre son don de visions. Cordelia refuse et Groo (comme il est surnommé) se révèle être quelqu'un de bien meilleur qu'elle ne l'imaginait et l'aide, ainsi que le reste de l'équipe d'Angel, à regagner la Terre. Il devient alors le nouveau roi de Pyléa et libère tous les esclaves humains (épisode Fin de règne). 

### Saison 3
Groo arrive sur Terre à l'improviste, à la fin de l'épisode Les Coulisses de l'éternité. Il explique au groupe qu'il a été chassé de Pyléa par une révolution et a décidé de retrouver Cordelia. Celle-ci est ravie de le retrouver et entame peu après une relation amoureuse avec lui, au grand dam d'Angel. Celui-ci se révèle très jaloux de la liaison entre Cordelia et Groo ainsi que des formidables talents de combattant de ce dernier. Il offre alors une grosse somme d'argent au couple pour qu'ils partent en vacances (épisode Rivalités). Quand ils reviennent de ces vacances (épisode Quitte ou double), ils découvrent toutes les terribles choses qui se sont passés en leur absence (l'enlèvement de Connor et la trahison de Wesley) et Cordelia accorde alors une large part de son attention à Angel. Groo réalise finalement que Cordelia aime Angel plus que lui et quitte Los Angeles après avoir eu une explication avec elle (épisode Demain).

### Comics
Dans les comics Angel: After the Fall, on apprend qu'il n'a pas quitté Los Angeles. Il vit désormais à Silver Lake et Lorne est son lord. Il vient en aide à Angel lors d'un combat contre les champions des autres lords, au côté de toute l'équipe. Plus tard, il est tué par Illyria en tentant de l'arrêter lorsqu'elle veut détruire ce qui reste de Los Angeles. Il est ressuscité lorsque les Associés Principaux inversent le cours du temps et ramènent la ville dans la dimension terrestre. Angel lui donne son dragon. Dans la mini-série de comics consacrée à Spike, il lui prête assistance à Las Vegas.